# Thaise Guedes
Thaise de Souza Guedes (Maceió, 24 de setembro de 1987) é parlamentar e modelo brasileira. 

## História
Aos treze anos de idade, Thaise contraiu meningite meningocócica e teve seus membros superiores e inferiores amputados em face da negligência de hospitais da rede pública.
Em 2006 Thaise viajou para Alemanha onde fez trabalhos de modelo fotográfica para agência Visable. Em 2008 Thaise se candidatou a vereadora por Maceió pelo partido Partido Social Cristão (PSC), sendo eleita uma das mais nova vereadora do Brasil com 4 739 votos. Em 2010, concorreu a uma vaga na Assembleia Legislativa de Alagoas, tornando-se a mais jovem parlamentar da Casa, eleita com 36 804 votos. Em seu mandato como vereadora, destacou-se na defesa dos direitos das pessoas com deficiência.
Em 2011, ganhou na justiça o direito a indenização no processo contra o estado de Alagoas.
Nas eleições estaduais de 2018, candidatou-se à reeleição para a Assembléia Legislativa, mas foi derrotada.

## Controvérsias
Em outubro de 2017, foi indiciada por peculato pela Polícia Federal, juntamente com dez parlamentares da Assembleia alagoana. A acusação é de que o grupo teria cometido 25 crimes e desviado em torno de R$ 15 milhões dos cofres públicos.